# (901) Brunsia
(901) Brunsia est un astéroïde de la ceinture principale, découvert le 30 août 1918 par l'astronome allemand Max Wolf depuis l'observatoire du Königstuhl.
Son nom est une référence à l'astronome et mathématicien allemand Ernst Heinrich Bruns.